# Макарий (Кавакидис)
Архиепископ Макарий (греч. ᾿Αρχιεπίσκοπος Μακάριος, в миру Константинос Кавакидис, греч. Κωνσταντῖνος Καβακίδης; род. 1962, Катерини) — архиерей церкви истинно-православных христиан Греции (Синод Каллиника), архиепископ Афинский и всей Эллады (с 2004), председатель Синода.
Тезоименитство — 23 октября.

## Биография
Родился в 1962 году в городе Катерини в северо-западной Греции.
Окончил гимназию в Салониках и был пострижен в монашество архимандритом Иаковом (Пападели). В 1981 году митрополитом Фессалоникийским Евфимием был рукоположен в сан иеродиакона, а в 1986 году — в сан иеромонаха.
В 1987 году окончил богословский факультет Аристотелевского университета в Салониках, после чего учился в аспирантуре богословского факультета, а также посещал занятия на юридическом факультете.
В 1990 году в Салониках основал монашеского братство в честь святого апостола Иакова, брата Господня и был избран его игуменом (настоятелем).
В 1996 году был избран и рукоположен митрополитами Фтиотидским Каллиником (Ханиотисом) и Фессалоникийским Евфимием (Орфаносом) в сан епископа Петрского.
25 января 2004 года был избран архиепископом Афинским и всея Эллады, Председателем Ламийского синода.
В 2013 году установил евхаристическое общение с иерархами Святой православной церкви Северной Америки («Бостонским синодом»).